# 레인디어호

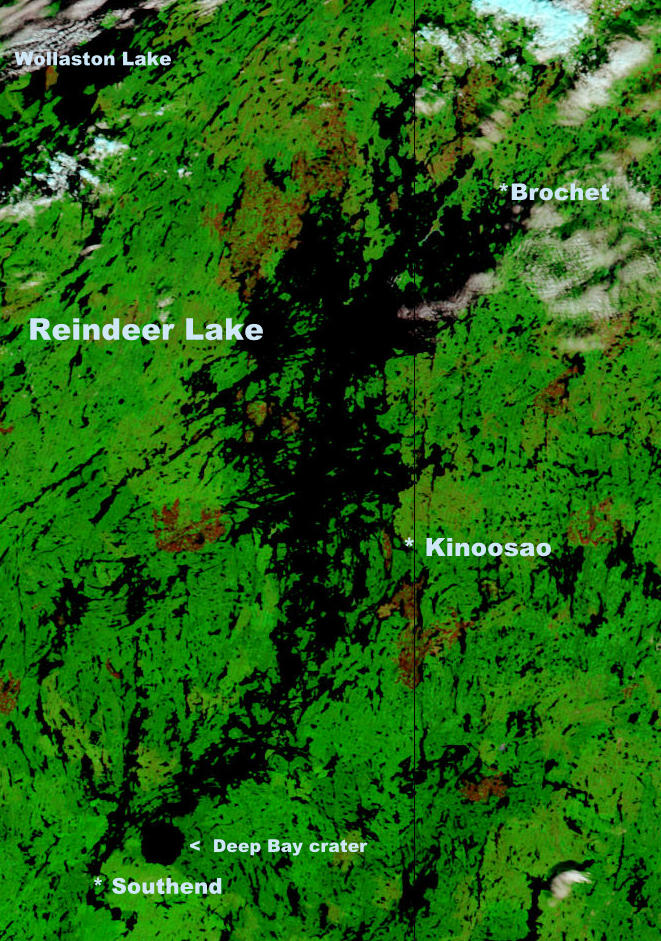

레인디어 호(Reindeer Lake)는 캐나다 서스캐처원주와 매니토바주 경계에 있는 호수로 대부분의 영역이 서스캐처원주에 속한다. 서스캐처원주내 두 번째, 캐나다내 아홉 번째로 큰 호수다.